# Кузьмин Степан Васильович
Степан (Стефан) Васильович Кузьмин (21 серпня 1919 — 24 січня 2008) — засновник ОУН у Новій Скваряві, борець за розвиток та незалежність України.

## Біографія
Степан Кузьмин народився і виховувався в селі Нова Скварява Жовківського повіту, що на Львівщині. Його дитинство і юність пройшли серед розкішної природи українського Розточчя. Батько Василь був у селі шевцем. Цьому ремеслу він навчився у Львові і деякий час працював там. Мати, Марія, була звичайною сільською господинею. Багатодітна сім'я вважалась у селі з середнім достатком. Батько Степана служив у австрійській армії в роки Першої світової війни. Він та його брат були свідомими українцями, боролися з польськими поневолювачами, то ж-бо Степан став їх гідним послідовником. Змалечку відчувши огиду Пацифікації в 1930 і ганьбу чужинецького поневолення рідного народу, Степан поклявся боротися з історичними ворогами України.
На хвилі національного відродження він організовує осередок ОУН у Новій Скваряві. У вісімнадцятилітньому віці відбув судовий процес "Степан Кузьмин і товариші", потрапив до польської в'язниці. Вона не зламала його. У ній від політв'язнів навчився конспірації та інших методів боротьби. Змужнілим повернувся у рідне село, в якому порядкували "Возвелителі зі сходу". За завданням проводу ОУН їде на Холмщину - прадавню українську землю. Веде організаційну роботу, згодом стає районовим провідником ОУН. З початком Другої світової веде похідну групу на схід України, де від імені Тимчасової управи, яка повстала у Львові 30 червня 1941 року, проголошує Незалежність України. За активної підтримки місцевого українського населення організовує адміністрацію, в першу чергу поліцію і шкільницвто. Тут Степан стає окружним провідником ОУН. Талановитий організатор, добрий знавець народу і ворога працює на межі можливого. Віра у незалежність України надає йому наснаги у боротьбі. Діяльність Степана викликала різку реакцію фашистів. Його схопили і відправили до концтабору. Перебуваючи на межі фізичного виживання, проявляє найвищі якості людини: чесність, справедливість, почуття національної гідності. Дивом уцілівши в німецьких концтаборах, став перед вибором: їхати додому і потрапити до рук більшовицьких головорізів чи приректи себе на вічне вигнання в чужині. Вибрав останнє. Опинившись у Канаді, продовжує працювати на благо поневоленої Вітчизни. Життя Степана, покладене на вівтар України, не пройшло даремно. В похилому віці зустрів він ранок незалежності України. З цього часу піклується її становленням, болісно сприймає всі негаразди, якими переповнене політичне та економічне життя краю.
В четвер, 24 січня 2008 р. Степан помер в лікарні Скарборо в Онтаріо. Багато близьких та друзів прийшли попрощатися. Віриться, що коли житимуть такі українці, як Степан, то Україну чекатиме велике майбутнє. Про таких людей потрібно писати, у них вчився любити Батьківщину, жертвувати заради неї своїм життям.

## Джерело
- Lubomyr Y. Luciuk. Searching for Place: Ukrainian Displaced Persons, Canada, and the Migration of Memory. — University of Toronto Press, 2000. — 576 с. — ISBN 080208088X. Архівовано з джерела 13 січня 2022